# Malacothrix glabrata
Malacothrix glabrata là một loài thực vật có hoa trong họ Cúc. Loài này được (A.Gray ex D.C.Eaton) A.Gray mô tả khoa học đầu tiên năm 1884.